# Glaucidium tucumanum
El mochuelo tucumano (Glaucidium tucumanum) es una especie de ave estrigiforme de la familia Strigidae que vive en Sudamérica. Algunos expertos lo consideran una subespecie del mochuelo caburé, con el nombre de Glaucidium brasilianum pallens.

## Descripción
El mochuelo tucumano mide entre 16 y 17,5 cm de largo y pesa entre 55 y 60 gramos.

## Distribución y hábitat
Se distribuye desde la región del Gran Chaco de Bolivia, Paraguay y Argentina hacia el sur en las provincias argentinas de Tucumán y el norte de Córdoba. Suele vivir en hábitats áridos y semiáridos de matorral y espinos, desde los 500 a los 1500 metros de altitud, llegando a alcanzar en algunos lugares los 1800 metros.